# Zmysłowo (Jutrosin)
Pour les articles homonymes, voir Zmysłowo.
Zmysłowo (prononciation : [zmɨˈswɔvɔ]) est un village polonais de la gmina de Jutrosin dans le powiat de Rawicz de la voïvodie de Grande-Pologne dans le centre-ouest de la Pologne.
Il se situe à environ 3 kilomètres au sud-est de Jutrosin (siège de la gmina), à 24 kilomètres à l'est de Rawicz (siège du powiat) et à 86 kilomètres au sud de Poznań (capitale régionale).
Le village possédait une population de 72 habitants en 2014.

## Histoire
De 1975 à 1998, le village faisait partie du territoire de la voïvodie de Leszno.

Depuis 1999, Zmysłowo est situé dans la voïvodie de Grande-Pologne.